# Monk's Music
Albums de Thelonious Monk
Brilliant Corners
(1957) Mulligan Meets Monk
(1957)
Monk's Music est un album du pianiste de jazz Thelonious Monk sorti en 1957.

## Historique
Monk's Music est souvent considéré comme un des meilleurs albums de la fructueuse collaboration du pianiste avec le label Riverside. Le format diffère des enregistrements habituels de Monk puisque c'est ici un septet et non un quartet que l'on écoute. Parmi les invités pour l'occasion sont les légendes Coleman Hawkins et John Coltrane, tous deux au saxophone ténor. Certains voient dans ce disque un hommage de Monk à son passé, à cause d'une part de la présence de Hawkins, qui fut un de ceux qui lancèrent la carrière du pianiste, et d'autre part par le contenu de l'album. En effet, celui-ci est uniquement composé de compositions plus anciennes de Monk à l'exception faite de Abide with me, un hymne chrétien composé par un certain William Henry Monk (en), qui rappelle les débuts de Thelonious en tant que musicien d'église puis d'une évangéliste.

## Pistes
| N° | Titre                                             | Compositeur             | Durée |  |
| -- | ------------------------------------------------- | ----------------------- | ----- |  |
| 1. | Abide with me                                     | William Henry Monk (en) | 0:55  |  |
| 2. | Well, You Needn't                                 | Thelonious Monk         | 11:27 |  |
| 3. | Ruby, My Dear                                     | Thelonious Monk         | 5:28  |  |
| 4. | Off Minor (Take 5)                                | Thelonious Monk         | 5:11  |  |
| 5. | Epistrophy                                        | Thelonious Monk         | 10:48 |  |
| 6. | Crepuscule With Nellie (Take 6)                   | Thelonious Monk         | 11:27 |  |
| 7. | Off Minor (Take 4 – bonus track)                  | Thelonious Monk         | 5:15  |  |
| 8. | Crepuscule With Nellie (Take 4 & 5 – bonus track) | Thelonious Monk         | 4:44  |  |

## Musiciens
- Piano - Thelonious Monk
- Trompette - Ray Copeland
- Saxophone Alto - Gigi Gryce
- Saxophone Ténor - Coleman Hawkins
- Saxophone Ténor - John Coltrane
- Contrebasse - Wilbur Ware
- Batterie - Art Blakey